# Josep d'Armenteras i Vintró
Josep d'Armenteras i Vintró   (Artés, 1860 - Barcelona, 27 de gener de 1934) fou un comerciant català, fill de Marc d'Armenteras i Arola i Rosa Vintró i Pla (vegeu Teatre Jovellanos).

## Biografia
Vinculat políticament a la Lliga Regionalista, de la que en fou un dels seus fundadors, el 1924 fou elegit president de la Cambra Oficial de Comerç i Navegació de Barcelona, però el 1927 es va veure obligat a dimitir perquè els estatuts de l'entitat no el permetien presentar-se a una segona reelecció consecutiva. Fou nomenat novament president de la Cambra el 1930, ocupant el càrrec fins a la seva mort.